# Stade Zdzisław-Krzyszkowiak
Le stade Zdzisław-Krzyszkowiak, en polonais Stadion im. Zdzisława Krzyszkowiaka, est un stade polonais multi-usages situé à Bydgoszcz, en Pologne. Il a été baptisé ainsi en juin 2003 du nom de Zdzisław Krzyszkowiak.

## Histoire
Pour l'inauguration du stade, un tournoi de football a été organisé en présence des clubs sportifs de l'armée.
- 21 juillet 1957 : Vorwärts Berlin - Wawel Kraków 3:0
- 22 juillet 1957 : Zawisza Bydgoszcz - Vorwärts Berlin 2:1

## Événements
- Supercoupe de Pologne de football 1990
- Festival européen d'athlétisme, annuel, depuis 2000
- Coupe d'Europe des nations d'athlétisme 2004
- Championnats du monde junior d'athlétisme 2008
- Championnat du monde de cross-country IAAF 2010
- La finale de Coupe de Pologne de football 2010, 2011
- Championnats du monde juniors d'athlétisme 2016
- Championnat d'Europe de football espoirs 2017
- La finale de Championnat de Pologne de football américain 2018
- Championnats d'Europe d'athlétisme par équipes 2019

## Galerie

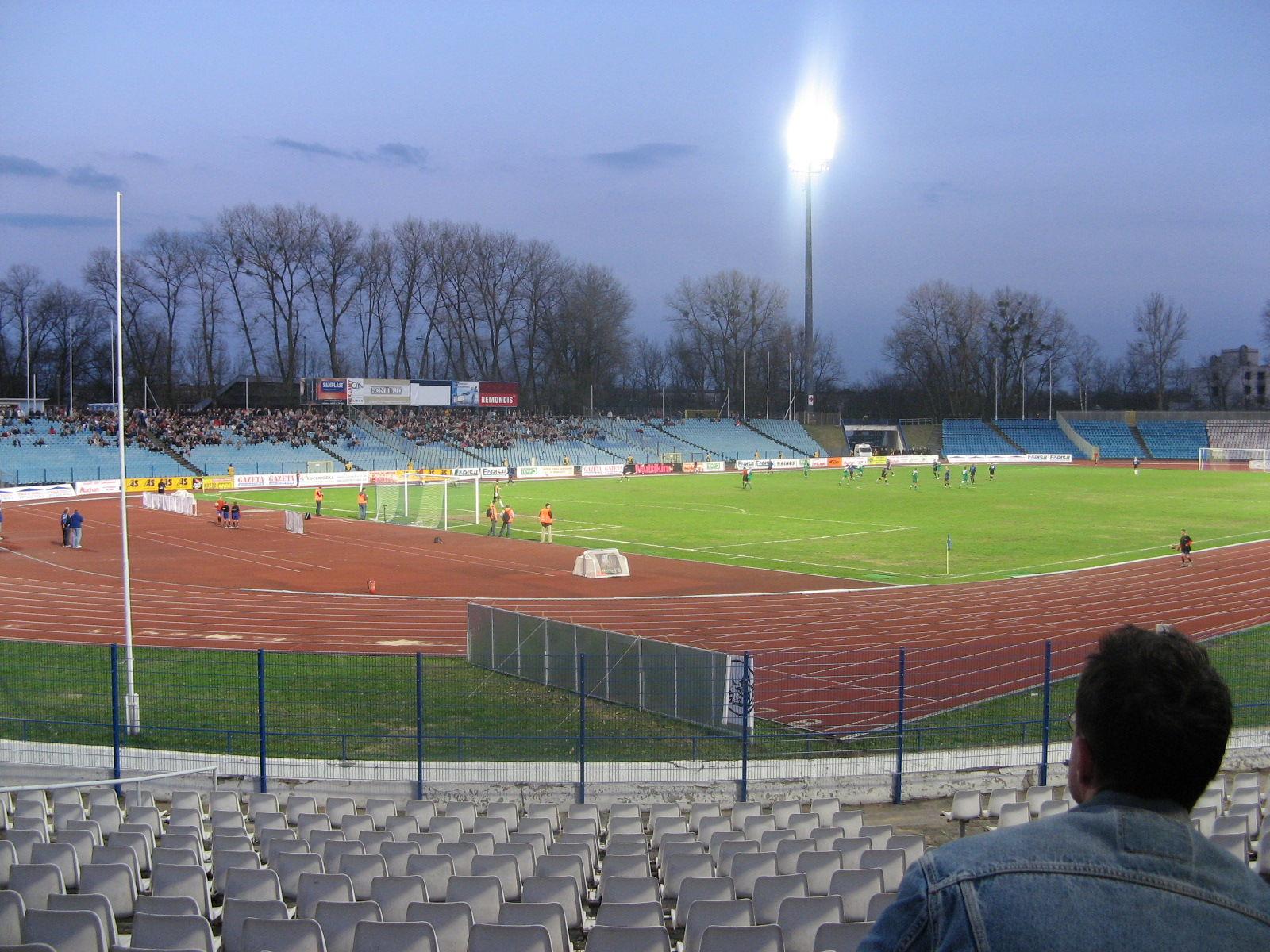
Le stade en 2006
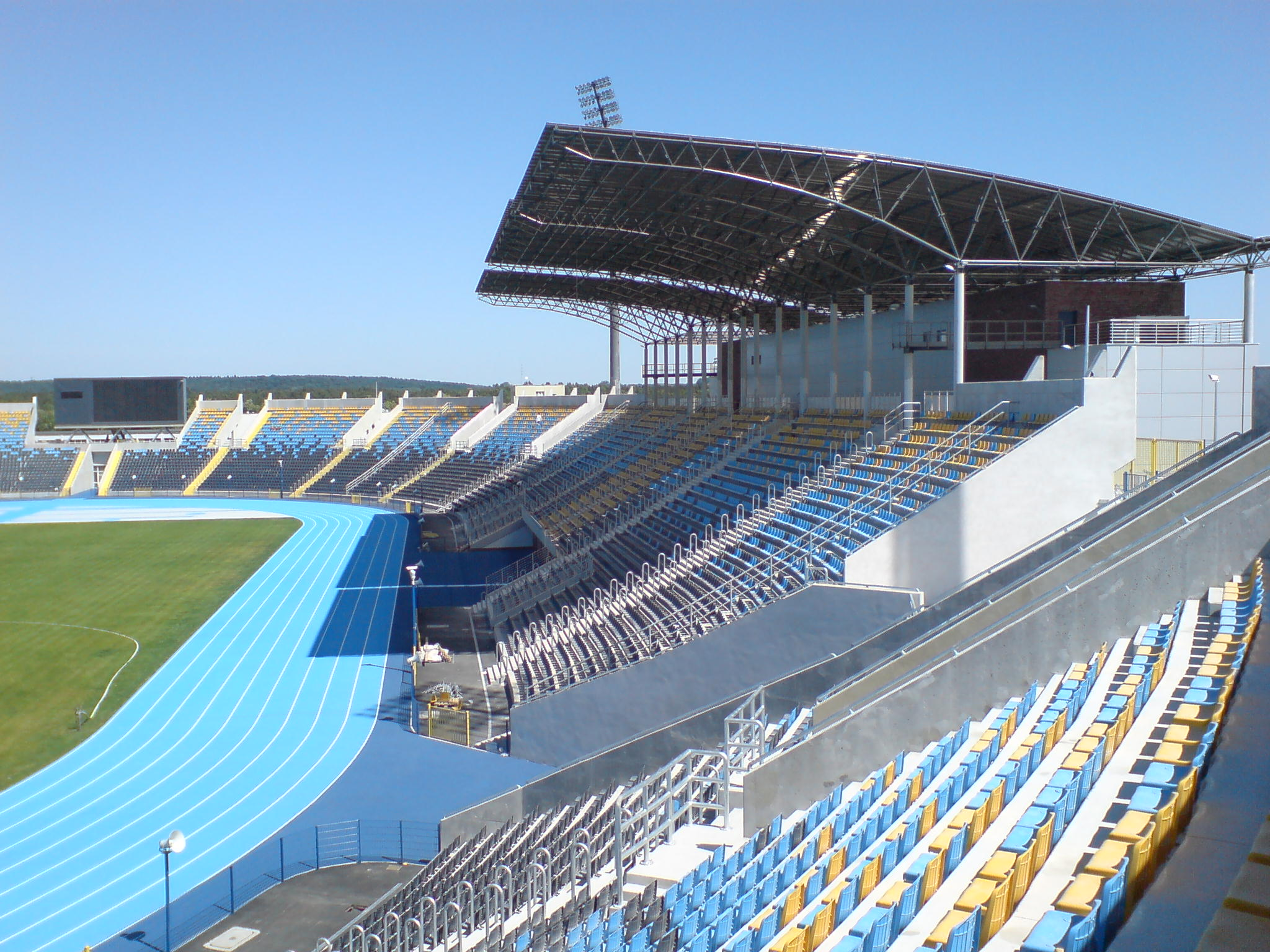
Le stade en 2008